# Golu

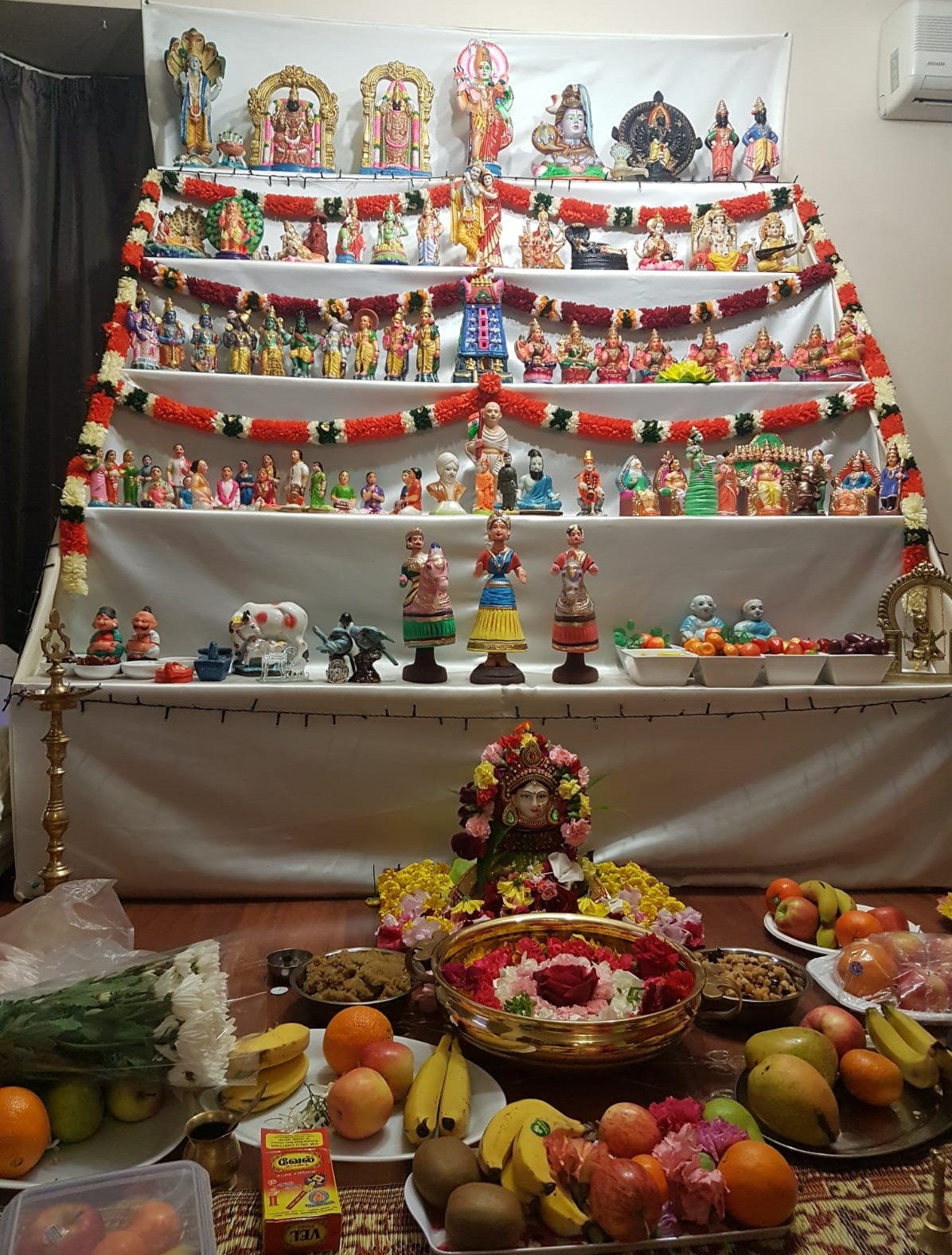
Golu en Australie 2018

Le Golu (en télougou : బొమ్మలకొలువు ou Bommala koluvu, en kannada : ಗೊಂಬೆ ಹಬ್ಬ ou Gombe habba, en tamoul : பொம்மை கொலு ou Bommai golu; « Cour de poupées » en télougou et en tamoul, « Fête des poupées » en canarais) est une exposition de figurines de terre cuite ou de bois que l'on réalise en Inde du Sud pour fêter les Navaratri. Ce sont les femmes et les enfants qui préparent cette exposition puis se rendent les uns chez les autres afin de voir les golus respectifs.
Le terme « Golu », utilisé en tamoul (கொலு (Kolu)), vient du télougou కొలువు (Koluvu) qui signifie « Assemblée » ou « Cour ».

## Histoire et pratiques du Golu
La pratique du golu est originaire du Karnataka. Elle est étroitement associée aux célébrations royales des Navaratri sous la monarchie Vijayanagara — Durant laquelle le golu serait apparu — puis des États Nayaks et Polygars — Qui la diffusent en Andhra Pradesh et au Tamil Nadu. Les Navaratri (appelées alors Mahanavami) étaient en effet l'occasion pour la royauté de renouveler ses alliances avec ses vassaux, d'asseoir son prestige auprès de ses sujets et par-delà les frontières, ainsi que de légitimer l'exercice de son pouvoir à travers de nombreux rituels séculiers comme religieux. Ce sont ces célébrations opulentes mêmes qui influencèrent la pratique du golu dans les foyers du Deccan méridional, où est reproduit l'ordonnancement de la société, à l'image de l'ordonnancement des dignitaires et des spectateurs au Darbâr.
Dans certaines parties de l'Andhra Pradesh, il existe une tradition d'exposer un golu également lors des célébrations de Makara Sankranti (en janvier), qui prend le nom de saṅkrānti bommala koluvu (సంక్రాంతి బొమ్మల కొలువు) en télougou.

### Tamil Nadu
Au Tamil Nadu, l'exposition de golu est une pratique attestée à la cour des rois du Tanjore et de Pudukkottai,. Le golu du palais de Tanjore aurait comporté des figurines représentant jusqu'à 18 castes ou groupes sociaux différents,. Cependant, il faut attendre la fin du XIXe siècle pour que le golu se répande parmi la population roturière éloignée des cours royales et de leur influence. Cette diffusion s'étant faite indépendamment de ces dernières, à partir de la bourgeoisie madrasienne (notamment de Mylapore) issue des hautes castes (Chettiars, Iyers, Iyengars, etc.), qui adopte cette pratique auprès des communautés émigrées canaraises et télougoues. En conséquence, le golu est longtemps associé aux classes sociales supérieures et moyennes aisées urbaines et de hautes castes. Un marqueur socio-culturel présenté à tort comme une exclusivité des brahmanes tamouls (dont un certain nombre de foyers n'ont pas cette pratique, qui serait « absente de leurs habitudes »), mais réel en ce qui concerne la bourgeoisie de Madras du XXe siècle (où la proportion de brahmanes est importante). Le golu connait depuis une diffusion continue et encore plus élargie, s'inscrivant notamment dans des logiques d'ascension sociale parmi les classes moyennes et populaires urbaines. De nombreux grands temples de l'État organisent des expositions de golus, et de nombreux lieux publics et collectivités les installent désormais. Cependant, le golu est encore loin d'être un élément systématique dans les foyers du Tamil Nadu, la pratique n'étant pas entrée dans les habitudes de beaucoup.

## Organisation et fabrication
Le golu est présenté en marches d'escalier. Les premiers étages représentent la vie quotidienne. Les étages suivants représentent des scènes de la mythologie indienne. Enfin les derniers étages représentent chacun une divinité. Les personnages sont fabriqués en glaise afin que, comme les êtres humains, ils viennent de la terre et retournent à la terre.
Au Karnataka (particulièrement dans la région du Mysore), une attention particulière est portée vers les figurines du couple royal, appelées les paṭṭada gombe (ಪಟ್ಟದ ಗೊಂಬೆ, « Poupées couronnées » ou « Poupées titrées » en canarais), qui sont une constituante impérative des golu de cette région. Ces figurines représentants le Roi et la Reine (rāja-rāṇi), souvent massives et en bois, sont disposées contre-intuitivement au ras du sol et non en hauteur, afin d'illustrer leur proximité avec le peuple et de mieux les honorer (notamment par la conduite de puja dédiée et la prosternation).